# ميستسلاف الأول
ميستسلاف الأول (بالروسية: Мстисла́в Влади́мирович Вели́кий ) (1076 – 1132) هو الأمير المعظم في كييف وابن فلاديمير مونوماخ.
تولى الحكم في نوفغورود بامر من ابيه فلاديمير مونوماخ عام 1088 وهو في الثالثة عشر من عمره، وظل على عرش إمارة نوفغورود حتى عام 1117.
في عام 1125 تولى الحكم في كييف بعد وفاة ابيه فلاديمير مونوماخ. لكنه لم يكن يسيطر حينذاك على حصة الاسد من الأراضي الروسية، ذلك ان أبناء مونوماخ كل من فياتشيسلاف و يوري دولغوروكي واندريه كانوا يحكمون في إمارات سمولينسك وروستوف – سوزدال وفولين. لكنه ما زال يسيطر على طريق تجاري رئيسي يدعى الطريق من فارياغ إلى اليونان. استند ميستسلاف في سياسته الداخلية إلى القوة واستحق ليمنحه معاصروه لقب «الأكبر».وهو الأمير الوحيد بين امراء دولة روس كييف الذي كان يحظى بهذا القب لنفوذه الكبير.
استمر ميستسلاف الأول على الصعيد الخارجي اتباع سياسة كان ابوه يمارسها، وطرد قبائل بولوفتسه إلى ما وراء نهري الدون والفولغا. وعزز مواقف الدولة على الصعيد الدولي بعقد عرى القران مع الدول الإسكندنافية وبيزنطة حين تزوجت ابنته إنغيبورغا من أمير دنماركي. اما ابنته الثانية يفبراكسيا فتنزوجت من ابن الإمبراطور البيزنطي اليكسي كومنين. توفي ميستسلاف عام 1132 وورث عرشه اخوه ياروبولك. ويعتبر هذا العام سنة التفكك النهائي لدولة روس كييف لان أبناءه تحولوا إلى حكام لإمارات مستقلة.
ميستسلاف من خلال ابنته يوفروسين؛ هو سلف كل من فيليبا هينو والملك إدوارد الثالث من إنجلترا، وبالتالي هو جد الأكبر لجميع ملوك الإنجليز والبريطانيين اللاحقين، وأيضا هو من خلال والدته غيتا هو حفيد هارولد الثاني؛ مما أدى إلى ربط بينه وبين مخلوعه ويليام الفاتح.